# Acta Parasitologica
«Acta Parasitologica» — міжнародний науковий журнал, спеціалізований у загальній та прикладній паразитології.
Журнал заснований 1953 року Польським паразитологічним товариством. З 1992 року видається Інститутом паразитології імені Вітольда Стефаньського Польської академії наук у Варшаві. 
У 2006-2014 роках публікувався видавництвом Springer. З 2015 року виходить у видавництві De Gruyter.